# 公共圏
公共圏（こうきょうけん、ドイツ語: Öffentlichkeit, 英語: Public sphere）は、ドイツの哲学者ユルゲン・ハーバーマス、フランスの哲学者ルイ・アルチュセール、ミシェル・フーコーなどヨーロッパ大陸の哲学や批評において盛んに使われる概念で、私圏（または私領域）の対語。人間の生活の中で、他人や社会と相互に関わりあいを持つ時間や空間、または制度的な空間と私的な空間の間に介在する領域のこと。公共性と訳すこともある。
公共性概念の発現される社会的空間をさして使われるのが一般的である。アイデンティティーや、アイデンティティー・ポリティクスとのかかわりの中で論じられることが多い。
マルティン・ハイデッガーは、現存在（Dasein、存在する人間）は、公共圏においてはその私的な振る舞い・本来の振る舞いと制度的なものとのバランスをとらねばならないとしたが、公共圏でのかかわりこそが現存在を現存在たらしめると説いた。ハンナ・アーレントはこの論を変換して、公共圏での自己こそが唯一、真の・本来の自己であると論じた。
ポストコロニアル理論の先駆者でありマルティニーク島生まれの黒人精神分析医であったフランツ・ファノンは、公共圏でのアイデンティティーと私圏でのアイデンティティーに不調和を生ずると、彼が言うところの二重人格となると論じた。彼が植民地主義を論じるにあたって出した例では、植民地支配を受けた者が、私的空間では自らの文化によってアイデンティティーを保つものの、公共空間では外国の文化を受容するよう強制され、実際受容する場合がそれである。